# 上丸子駅
上丸子駅（かみまるこえき）は、長野県小県郡丸子町（現・上田市）上丸子にあった上田丸子電鉄丸子線の駅（廃駅）である。丸子線の廃線に伴い1969年（昭和44年）4月20日に廃駅となった。

## 歴史
- 1918年（大正7年）11月21日：丸子鉄道大屋駅（後の電鉄大屋駅） - 丸子町駅間開通に伴い開業[1][2][3]。一般駅[4]。
- 1919年（大正8年）11月20日：駅構内種別を停留場から停車場に昇格[3]。
- 1943年（昭和18年）10月21日：交通統合に伴い上田丸子電鉄丸子線の駅になる[1][3]。
- 1951年（昭和26年）7月31日：西丸子線寿町駅 - 当駅間鉄道敷設免許交付[3][5]。
- 1956年（昭和31年）8月17日：西丸子線寿町駅 - 当駅間鉄道敷設免許失効[3][5]。
- 時期不詳：無人化[4]。
- 1969年（昭和44年）4月20日：丸子線の廃線に伴い廃止となる[1][2][3]。

## 駅構造
廃止時点で、単式ホーム1面1線を有する地上駅であった。ホームは線路の西側（丸子町方面に向かって右手側）に存在した。列車交換設備は有していなかったが、側線を1線有していた。この側線は晩年に撤去されたとのことだが、1969年（昭和44年）3月時点では撤去されていなかった。
無人駅となっていたが、有人駅時代の駅舎が残っていた。駅舎はホーム中央部分に接していた。

## 駅周辺
上田市の旧小県郡丸子町地区で、町制施行時の領域にあった4駅のうちの1駅である。同町は1912年（大正元年）10月30日に小県郡丸子村が町制を施行し発足した町だが、最初は旧同村村域がそのまま丸子町域であり、町域の大字は腰越・上丸子・中丸子・下丸子の4つしかなかった。開業当時同町域にあったのは丸子町駅、中丸子駅、下丸子駅（後の信濃丸子駅→丸子鐘紡駅）と当駅だったが、全駅とも駅舎を持ち、駅員が切符を販売する駅であった。また当駅前には1917年（大正6年）にオープンした、モダンなとんがり帽子型のツインタワーを持った「丸子劇場」という劇場があった。戦前は旅回りの一座が演じる演芸場であったが、戦後は「丸子映画劇場」として営業した。当駅は同劇場の最寄り駅として、人気映画が公開される際には混雑していたと言われる。同劇場は当駅の廃止後に廃場し解体され、ボウリング場となった後、宗教団体の施設となった。現在はその施設が、駅があった位置を探す際の手がかりとなっている。
- 上田丸子電鉄西丸子線河原町駅 - 駅の西[7]。
- 国道152号
- 丸子郵便局
- 上田市立丸子中学校
- 依田川

## 駅跡
2007年（平成19年）8月時点では、遺構は無くなっていた。2010年（平成22年）10月時点では、空地になっていた。
また、1996年（平成8年）時点では、丸子町駅附近から電鉄大屋駅附近までの線路跡は丸子町道（後に上田市道）となっていた。舗装道路となって整備されているため、2007年（平成19年）8月時点では遺構は無かった。2010年（平成22年）10月時点でも道路は健在であった。

## その他

### 西丸子線連絡線計画
上田丸子電鉄としての車輛運用の合理化を計るため、当駅と西丸子線寿町駅とを連絡する0.8kmの路線を作って別所線と丸子線を結ぶ計画を立て、1951年（昭和26年）7月31日に運輸省（現・国土交通省）から路線敷設認可が交付された。しかし用地買収が困難になり計画変更、八日堂駅 - 別所線上田駅間を連絡する（八田線/八日堂線）案を進めることとなった。当駅 - 寿町駅間の免許は1956年（昭和31年）8月17日に失効、未成線となった。

## 隣の駅
上田丸子電鉄
丸子線
中丸子駅 - 上丸子駅 - 丸子町駅